# Friedrich Voltz

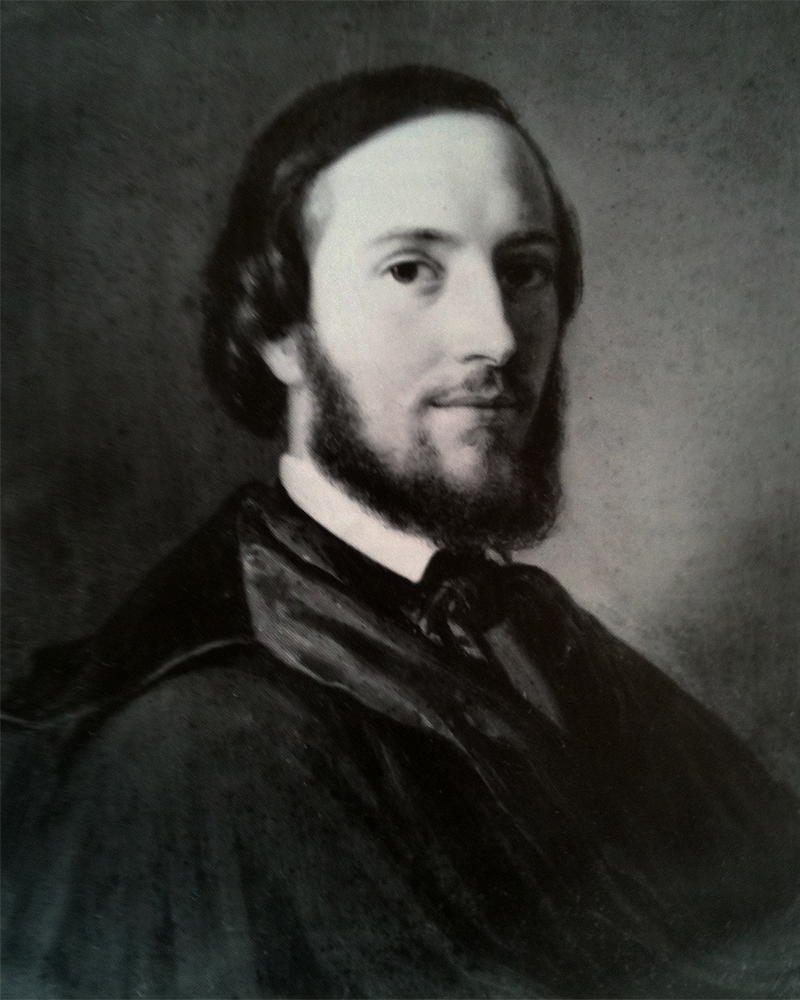
Johann Friedrich Voltz.

Johann Friedrich Voltz, född den 31 oktober 1817 i Nördlingen, död den 25 juni 1886 i München, var en tysk målare.
Voltz erhöll i sin hemstad den första undervisningen av sin far, Johann Michael Voltz, vilken först lärde honom radera, så att han redan 1834 genom inkomsten av en del blad efter gamla mästare blev satt i tillfälle att studera i München under vintern 1834–1835 och i bayerska alpbygden under sommaren. Dessutom vistades han 1843 och 1845 i Italien och 1846 i Nederländerna. Han ägnade sig åt det idylliska djurmåleriet, vilket han utövade med mycken fallenhet, utmärkt karakteristik av djuren och kraftfull färg. Genom resor till Paris, Wien och Berlin höll han sig i ständig förbindelse med samtidens konstliv. Bland hans mycket talrika och vida utbredda arbeten bör nämnas Hjordens hemkomst (Nya pinakoteket i München), Kreatur på bete (1861), De första storkarna (1859), Vilande boskapshjord (museum i Köln) och Drickande kor (Nationalgalleriet i Berlin).